# Прем'єр-міністр Північної Македонії
Прем'єр-міністр Північної Македонії (мак. Претседател на Владата на Република Македонија) — глава уряду Північної Македонії. Лідер політичної коаліції в македонському парламенті (Збори) і лідер кабінету. З 16 січня 2022 року посаду обіймає Димитар Ковачевський.

## Список (з 1991)
- Нікола Клюс 27 січня 1991 — 17 серпня 1992 незалежний
- Бранко Црвенковський 17 серпня 1992 — 30 листопада 1998 СДСМ
- Любчо Георгієвський 30 листопада 1998 — 1 листопада 2002 ВМРО-ДПМНЄ
- Бранко Црвенковський 1 листопада 2002 — 12 травня 2004 СДСМ
- Радмила Шекеринська 12 травня 2004 — 2 червня 2004 СДСМ
- Харі Костов 2 червня 2004 — 18 листопада 2004 незалежний
- Радмила Шекеринська 18 листопада 2004 — 17 грудня 2004 СДСМ
- Владо Бучковський 17 грудня 2004 — 27 серпня 2006 СДСМ
- Нікола Груєвський 27 серпня 2006 — 18 січня 2016 ВМРО-ДПМНЄ
- Емил Димитрієв 18 січня 2016 — 31 травня 2017 ВМРО-ДПМНЄ
- Зоран Заєв 31 травня 2017 — 3 січня 2020 СДСМ
- Олівер Спасовський 3 січня 2020 — 31 серпня 2020 СДСМ
- Зоран Заєв 31 серпня 2020 — 16 січня 2022 СДСМ
- Димитар Ковачевський 16 січня 2022 — 28 січня 2024 СДСМ
- Талат Джафері 28 січня — 23 червня 2024, Демократичний союз за інтеграцію
- Християн Міцкоський, з 28 січня 2024, ВМРО-ДПМНЄ